# Lennie Huizer
L.M. (Lennie) Huizer (1946) is een Nederlandse politica van de PvdA.
Huizer vervulde van 1980 tot 1993 het wethouderschap in de Zuid-Hollandse gemeente Zoetermeer. Van augustus 1999 tot en met april 2007 was zij gedeputeerde in dezelfde provincie. Tot haar takenpakket behoorde onder meer financiële, personele en organisatorische aangelegenheden alsook jeugdzorg.
Omdat CDA'er Ad van den Bergh vanwege bestuurlijke problemen voortijdig het burgemeestersambt van Alblasserdam had neergelegd, werd Huizer op 1 juli 2007 waarnemend burgemeester. Op 2 november 2009 werd zij opgevolgd door partijgenoot Bert Blase. Zo'n elf maanden later werd zij waarnemend burgemeester van Krimpen aan den IJssel, omdat D66'er Ries Jansen met leeftijdsontslag ging en Krimpen aan den IJssel mogelijkerwijs zou worden heringedeeld. In oktober 2015 droeg de gemeenteraad van Krimpen aan den IJssel Martijn Vroom voor als de nieuwe burgemeester. Huizer nam op 7 december 2015 afscheid van Krimpen aan den IJssel.